# Mark Blaug
Mark Blaug (La Haya, 3 de abril de 1927 – Dartmouth (Nueva Escocia), 18 de noviembre de 2011) fue un economista neerlandés y británico (naturalizado en 1982) que cubrió una amplia gama de temas durante su larga carrera, entre los cuales se destacan sus estudios sobre doctrina y pensamiento económico y metodología del estudio de la economía. Fue consultor de diversas organizaciones internacionales, públicas y privadas, como la UNESCO, la OCDE, el Banco Mundial y la Fundación Ford. También fue miembro de la Academia Británica y profesor invitado de la Universidad Erasmo de Róterdam.

## Vida y trabajo
La familia de Blaug se exilió en el Reino Unido en 1940 como consecuencia de la Segunda Guerra Mundial. Posteriormente se trasladaron a los Estados Unidos en 1942. Dio clase en el Queen's College de la Universidad de la Ciudad de Nueva York entre 1951 y 1952 y obtuvo su maestría de la Universidad de Columbia. También impartió clases entre 1954 y 1962 en la Universidad de Yale.
En 1955, Blaug recibió su PhD de la Universidad de Columbia en Nueva York bajo la supervisión del economista George Stigler, con una tesis titulada Ricardian economics: a historical study, publicada en 1958. Después de su doctorado encontró trabajo en la Universidad de Yale donde se ocupó principalmente de la historia del pensamiento económico. En 1962, publicó la primera edición de su obra más importante Economic theory in retrospect. Después de dejar Yale, enseñó en el Instituto de Educación de la Universidad de Londres entre 1963 y 1984 y posteriormente se trasladó al London School of Economics donde permaneció entre 1964 y 1978.
Adquirió la nacionalidad británica en 1982 y fue nombrado profesor consultor de la Universidad de Buckingham de 1984 a 1992. En 2000, fue nombrado Profesor Invitado de la Universidad Erasmo de Róterdam.
Aparte de contribuciones valiosas al estudio de las doctrinas económicas y la enseñanza de la economía, es más conocido por su trabajo en historia del pensamiento económico y la metodología económica así como por su faceta editorial en colecciones del School of Thought in Economics, The International Library of Critical Writings in Economics y Pioneers in Economics de la casa editorial Edward Elgar.

## Honores
- En 1984 fue designado Miembro Honorario Extranjero de la Real Academia de Artes y Ciencias de los Países Bajos.
- En 1988 fue distinguido como miembro de la Sociedad de Historia Económica.
- En 1989 se convirtió en miembro elegido de la Academia Británica.

## Selección de publicaciones
- Ricardian Economics. A Historical Study, Yale University Press, 1958.
- Economic Theory in Retrospect, Richard D. Irwin, 1962.
- Economics of Education: A Selected Annotated Bibliography, Pergamon Press, 1967.
- Economics of Education: Selected Readings, Penguin Books, 1968-1970.
- An Introduction to the Economics of Education, Allen Lane, 1970.
- The Cambridge Revolution: Success or Failure? Critical Analysis of Cambridge Theories of Value and Distribution, Institute of Economic Affairs, 1974.
- The Economics of Arts, Martin Robinson, 1976.
- The Methodology of Economics: or, How Economics Explain, Cambridge University Press, 1980.
- A Methodological Appraisal of Marxian Economics, North-Holland, 1982.
- Who's Who in Economics: a Biographical Dictionary of Major Economics, 1700-1981, Harvester Press, 1983.
- Great Economics Since Keynes: an Introduction to the Lives & Works of One Hundred Great Economics of the Past, Harvester Press, 1986.
- Economic History and the History of Economics, Harvester Press, 1986.
- The Economics of Education and the Education of an Economist, New York University Press, 1987.
- John Meynard Keynes. Life, Ideas, Legacy, Macmillan, 1990.
- Economic Theories, True or False?, Edward Elgar, 1990.
- Appraising Economic Theories: Studies in the Methodology of Scientific Research Programmes, Edward Elgar, 1991.
- Economics, Culture and Education: Essays in Honour of Mark Blaug, Edward Elgar, 1991.
- The Quantity Theory of Money: from Locke to Keynes and Friedman, Edward Elgar, 1996.
- Not Only an Economist: Recent Essays, Edward Elgar, 1997.